# Karl Wildhagen
Karl Wildhagen (* 23. August 1873 in Hannover; † 7. August 1945 in Leipzig) war ein deutscher Anglist, der als Autor eines Wörterbuches bekannt wurde.

## Leben und Wirken
Karl Wildhagen war ein Sohn des Hannoveraner Tischlermeisters Friedrich Wildhagen († vor 1922) und dessen Ehefrau Meta, geborene Schlimme aus Einbeck. Nach einem Besuch des Realgymnasiums in Hannover studierte er ab dem Sommersemester 1893 in Göttingen neuere Sprachen. Im März 1903 promovierte er bei Lorenz Morsbach zum Dr. phil. Dabei beschäftigte er sich mit der Linearversion des Eadwine-Psalters und schrieb hierzu eine Monografie, die noch heute als grundlegendes Werk zu dieser Thematik gilt.
Ab 1902 assistierte Wildhagen dem Berliner Felix Liebermann bei dessen Wörterbuch zu den drei Bänden der „Gesetze der Angelsachsen“. 1904 beendete er die Assistententätigkeit und bestand im Folgejahr die Staatsprüfung für das Höhere Lehramt. Von 1906 bis 1908 arbeitete er als Oberlehrer in Gotha, von 1908 bis 1910 in Dortmund und danach bis 1920 in Berlin. Begleitend zur Lehrtätigkeit arbeitete er an vielen Neuausgaben eines englischen Unterrichtsbuches von Carl und Max Deutschbein mit und veröffentlichte 1910 den Cambridger Psalter. 1913 gab er seine „Studien zum Psalterium Romanum in England und zu seinen Glossierungen“ heraus. Außerdem reiste er fast jährlich nach England, insbesondere Oxford, wo er seine Sprachkenntnisse verbesserte.
Im April 1920 folgte Wildhagen einem Ruf der Universität Leipzig als außerordentlicher Professor. Mit „Das Kalendarium der Handschrift Vitellius E XVIII“ publizierte er hier im Folgejahr sein letztes Werk aus dem Themenbereich seiner Dissertation. Danach beschäftigte er sich mehr mit anglistischer Landeskunde und Kulturgeschichte. 1923 veröffentlichte er die Broschüre „Die treibende Kraft im englischen Bildungswesen“, zwei Jahre später die Studie „Der englische Volkscharakter“.
1925 erhielt Wildhagen einen Ruf der Technischen Hochschule Dresden, dem er jedoch nicht nachkam. Am 1. Oktober 1925 übernahm er in Kiel den Lehrstuhl für Englische Philologie und das Direktorium des Englischen Seminars. Als Ordinarius betreute er die gesamte Anglistik, also die Historie von Sprache und Literatur vom Beginn schriftlicher Aufzeichnungen bis zur Gegenwart, die systematische Sprachwissenschaft und Landeskunde. Im Unterschied zu seinem Vorgänger Ferdinand Holthausen setzte er neue Schwerpunkte und räumte neuerer englischer Literaturgeschichte breiteren Raum ein. So widmete er seine erste Vorlesung dem Thema „Modernes englisches Drama“ und machte damit Gegenwartsliteratur zum Gegenstand einer philologischen Betrachtung, was seinerzeit neu war. In den Vorlesungen der Folgesemester behandelte er zwar auch mediävistische Themen, konzentrierte sich aber auf Shakespeare, englische Romantik und Werke aus der viktorianischen Zeit.
Wildhagen berücksichtigte, dass die meisten Studenten später als Lehrer arbeiten und sich daher zumeist mit Gegenwartsenglisch und neuerer englischer Literatur beschäftigen würden. Dies dürfte auf seine eigene langjährige Lehrtätigkeit zurückzuführen sein. Daher sah er konsequent von eher esoterischen Nischenthemen ab und gab in Vorlesungen mitunter Überblicke über komplette Epochen der Historie englischer Literatur. Damit entstand an der Kieler Universität ein für Lehrer konzipiertes, dem heutigen anglistischen Studium ähnliches Lehrkonzept. Ebenfalls neu waren Vorlesungen zur Landeskunde, die Wildhagen jedoch an Lektoren delegierte.
In den 1930er Jahren widmete sich Wildhagen vermehrt publizistischen Tätigkeiten. Der Privatdozent Hermann Heuer übernahm ab 1935 größtenteils seine Lehrveranstaltungen am Englischen Seminar. Nach der Emeritierung im Jahr 1938 beendete er umgehend alle Lehrtätigkeiten und beschäftigte sich nur noch mit den Arbeiten für sein geplantes Wörterbuch. Um die Jahreswende 1941/42 verlegte er seinen Wohnsitz nach Leipzig, wo er kurz nach Kriegsende plötzlich verstarb. Obwohl er in Fachkreisen über Jahrzehnte als angesehener Fachbuchautor galt, existieren keine Nachrufe. Dies ist wohl auf den Wohnort und den Todeszeitpunkt zurückzuführen.

## Wörterbuch
Wildhagen veröffentlichte verhältnismäßig wenig. Über Jahrzehnte in Fachkreisen bekannt machten ihn in den 1940er bis 1960er Jahren seine Arbeiten an dem seinerzeit größten und zeitgemäßesten deutsch-englischen Wörterbuch. Ab 1930 arbeitete er für den Tauchnitz-Verlag an einer Neufassung des „Wörterbuchs der englischen und deutschen Sprache“ von William James. Zuvor hatte er für den Verlag seit 1925 als Herausgeber „Student’s Series“ bearbeitet, die Studienausgaben neuerer englischer Literatur behandelte. Mit neuen Eigentümer des Verlages änderte sich das Konzept der Reihe ab 1934. In den Jahren bis 1938 entstand somit ein ganz neues Wörterbuch. Aus Gründen der Vermarktung und rechtlicher Beschränkungen trug der erste, deutsch-englische Teil den Titel des Wörterbuches von Williams und wurde zu dessen 54. Auflage erklärt.
Wildhagen konzentrierte sich in seinem Wörterbuch auf die zeitgenössische englische Sprache und ging dabei auf Dialekte, Soziolekte und amerikanisches Englisch ein. Außerdem erwähnte er wechselnde Bedeutung, die sich aus syntaktischen und stilistischen Gründen ergaben und nutzte das IPA als modernes Lautschriftsystem. Er gab keine Erklärungen zur Wortherkunft oder sachliche Hintergründe, wodurch der Umfang des Buches übersichtlich blieb. Vermutlich auch aufgrund des niedrigen Preises und des ansprechenden Schriftsatzes setzte sich das Buch gegen die „Muret-Sanders“ genannten Wörterbücher aus dem Langenscheidt-Verlag durch.
In der zweiten, überarbeiteten Auflage des Wörterbuchs, die 1943 herauskam, galt Wildhagen als alleiniger Autor. Er schrieb auch eine umfangreiche dritte Auflage, die aber erst nach seinem Tod in den Druck ging. Schüler und insbesondere Anglisten kannten das Werk als den „Wildhagen“, oft auch als „Wildhagen-Héraucourt“. Die sachlich falsche Bezeichnung „Wildhagen-Héraucourt“ beruhte auf dem Titel des zweiten deutsch-englischen Teil, dessen zwei Bände Will Héraucourt 1953/1954 im Brandstetter-Verlag veröffentlichte. Wildhagen hatte diesen zweiten Band über Jahrzehnte umfangreich vorbereitet, ein großes Rohmanuskript und Karteien erstellt und verstarb vor dessen Fertigstellung. Héraucourt verwendete diese Vorarbeiten für den zweiten Teil und vollendete sie. Da Héraucourt durch Arbeiten an einem deutsch-englischen Bildwörterbuch für den Brockhaus-Verlag eigenes Material hatte, konnte er den „Wildhagen-Héraucourt“ in vergleichbar kurzer Zeit fertigstellen. Der zweite Teil folgte den Gestaltungsgrundsätzen Wildhagens, wobei wohl Héraucourt Wörter der Vulgärsprache deutlich stärker aufnahm als zuvor Wildhagen im ersten Teil. Für dieses Themengebiet benötigte der Leser nun erstmals keine Spezialwörterbücher mehr.
Der von Wildhagen geschriebene erste Teil des Wörterbuchs erschien bis 1964 größtenteils unverändert in zwölfter Auflage. Héraucourt überarbeitete diesen Teil, der dann 1964 als sogenannte „zweite Auflage“ in den Druck ging. Der zweite, deutsch-englische Teil blieb bis zur zehnten Auflage unverändert. Eine Neufassung Héraucourts kam 1972, wiederum als „zweite Auflage“, heraus. Beide Neuauflagen blieben wirtschaftlich erfolglos. Stattdessen setzten sich Wörterbücher des Langenscheidt-Verlags in Schulen und Universitäten durch. Fachleute sehen die Bücher von Wildhagen und Héraucourt bis heute als geeignete Nachschlagewerke an, deren Vokabular aber veraltet ist.

## Familie
Am 14. Juli 1906 heiratete Wildhagen Margarete Essigke, deren Vater der Kaufmann Hermann Essigke war († vor 1922). Das Ehepaar hatte vier Töchter und einen Sohn.